# Vaccinium lanceifolium
Vaccinium lanceifolium är en ljungväxtart som först beskrevs av Ridley, och fick sitt nu gällande namn av Herman Otto Sleumer. Vaccinium lanceifolium ingår i Blåbärssläktet, och familjen ljungväxter. Inga underarter finns listade i Catalogue of Life.